# Belba corynopus
Belba corynopus är en kvalsterart som först beskrevs av Hermann 1804.  Belba corynopus ingår i släktet Belba och familjen Damaeidae. Inga underarter finns listade.